# Gavin Mannion
Gavin Mannion (24 de agosto de 1991 em Dedham, Massachusetts) é um ciclista estadounidense. Actualmente corre na equipa estadounidense Rally Cycling.

## Palmarés
2012
- 3.º no Campeonato dos Estados Unidos em Estrada sub-23

2018
- 1 etapa do Tour de Gila
- Colorado Classic, mais 1 etapa
- UCI America Tour

## Equipas
- Trek Livestrong/Bontrager (2010-2013)
  - Trek-Livestrong presented by Radioshack (2010-2011)
  - Bontrager Livestrong Team (2012)
  - Bontrager Cycling Team (2013)
- 5 Hour Energy (2014)
- Garmin-Sharp (stagiaire) (08.2014-12.2014)
- Jelly Belly p/b Maxxis (2015)
- Drapac Professional Cycling (2016)
- UnitedHealthcare Professional Cycling Team (2017-2018)
- Rally Cycling[1] (2019-)
  - Rally UHC Cycling (2019)
  - Rally Cycling (2020)